# Schizopera petkovskii
Schizopera petkovskii är en kräftdjursart. Schizopera petkovskii ingår i släktet Schizopera och familjen Diosaccidae. Inga underarter finns listade i Catalogue of Life.